# Nachal Azen
Nachal Azen (hebrejsky נחל אזן‎) je vádí v Izraeli, v Judských horách v Jeruzalémském koridoru.
Začíná u pramenu Ejn Azen v nadmořské výšce přes 600 metrů severně od vesnice Mata a jihozápadně od vesnice Bar Giora. Pramen je skryt v jeskyni. Směřuje pak k západu zahloubeným údolím se zalesněnými svahy. Ústí poblíž vesnice Zanoach, jihovýchodně od města Bejt Šemeš do vádí Nachal Zanoach, které pak jeho vody odvádí do potoka Sorek.
Společně s nedalekými toky Nachal Dolev a Nachal ha-Me'ara je toto vádí začleněno do Přírodní rezervace Nachal Dolev. Ta je součástí širšího lesního komplexu park Acma'ut Arcot ha-brit (פארק עצמאות ארצות הברית‎, park Americké nezávislosti), který se rozprostírá na ploše 30 000 dunamů (30 km²).